# De Halve Wereld

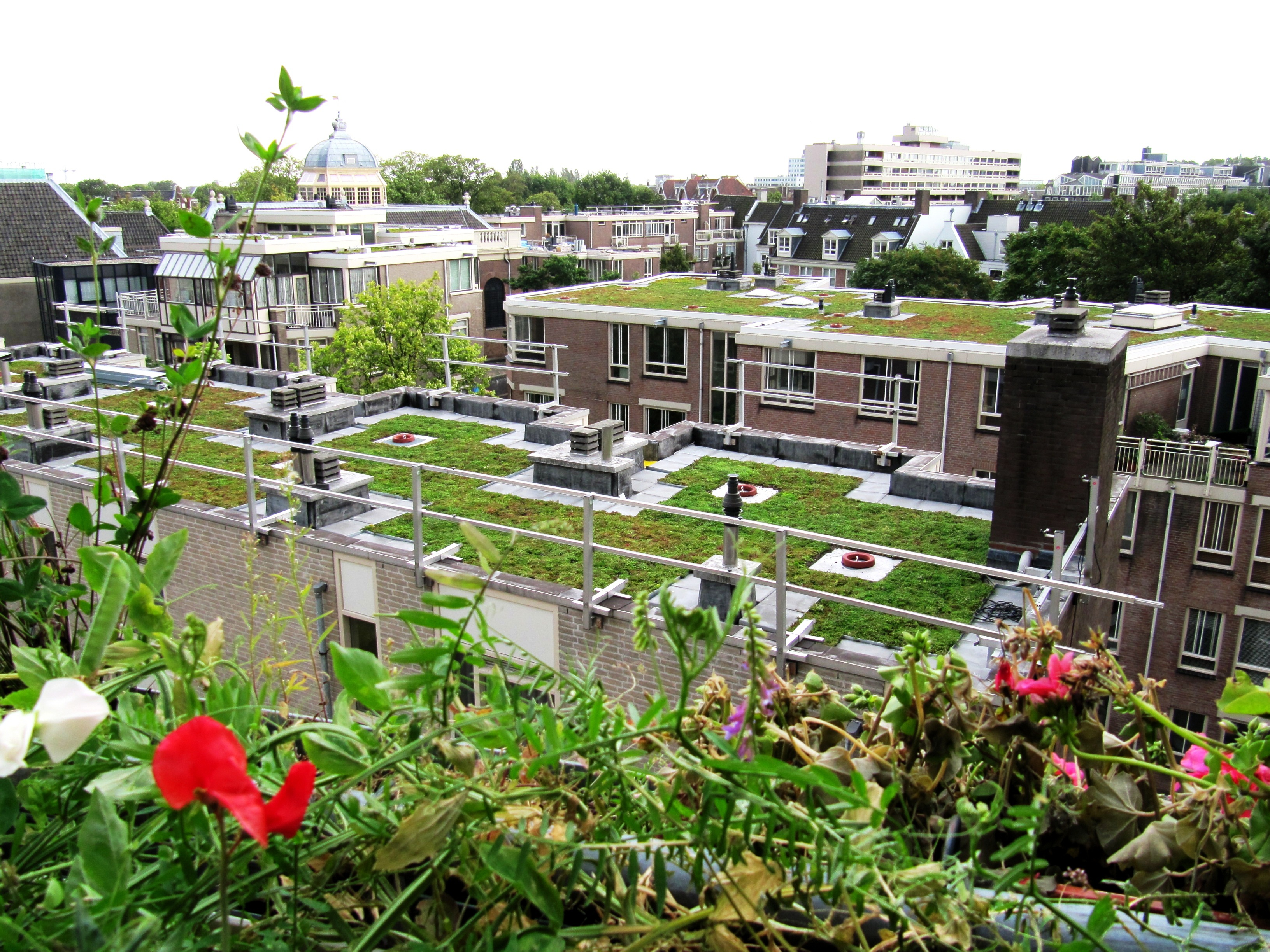
Grootste groendak van Amsterdam op De Halve Wereld

De Halve Wereld is een complex van woningcorporatie Ymere met 118 sociale-huurappartementen en enkele bedrijfsruimtes op de begane grond, dat tussen 1983 en 1985 is gebouwd bovenop metrostation Waterlooplein in Amsterdam. Het is ontworpen door de bekende Amsterdamse architect Sytze Visser. Verder waren de architecten Hein van Meer en Mino Bonin ook aanwezig bij de bouw. Het gaat om drie gebouwen: de Citadel aan de noordkant, en de Slinger en het Torentje, gelegen rondom het A.S. Onderwijzerhof aan de zuidkant van de Nieuwe Amstelstraat, achter het Joods Historisch Museum. Het is een voorbeeld van bewonerszelfbeheer, waarvoor in de jaren zeventig en tachtig veel werd gepleit. Dit pleidooi was een reactie op het gebrek aan eigen verantwoordelijkheid die huurders werd gegeven bij het beheer van hun sociale huurwoning van de woningbouwvereniging of het gemeentelijk woningbedrijf. Voorstanders van bewonerszelfbeheer waren in de jaren zeventig en tachtig van de 20e eeuw veelal van linkse signatuur. Bij aanhangers van de kraakbeweging sprak het idee van bewonerszelfbeheer ook erg aan.

## Zelfbeheer bewoners

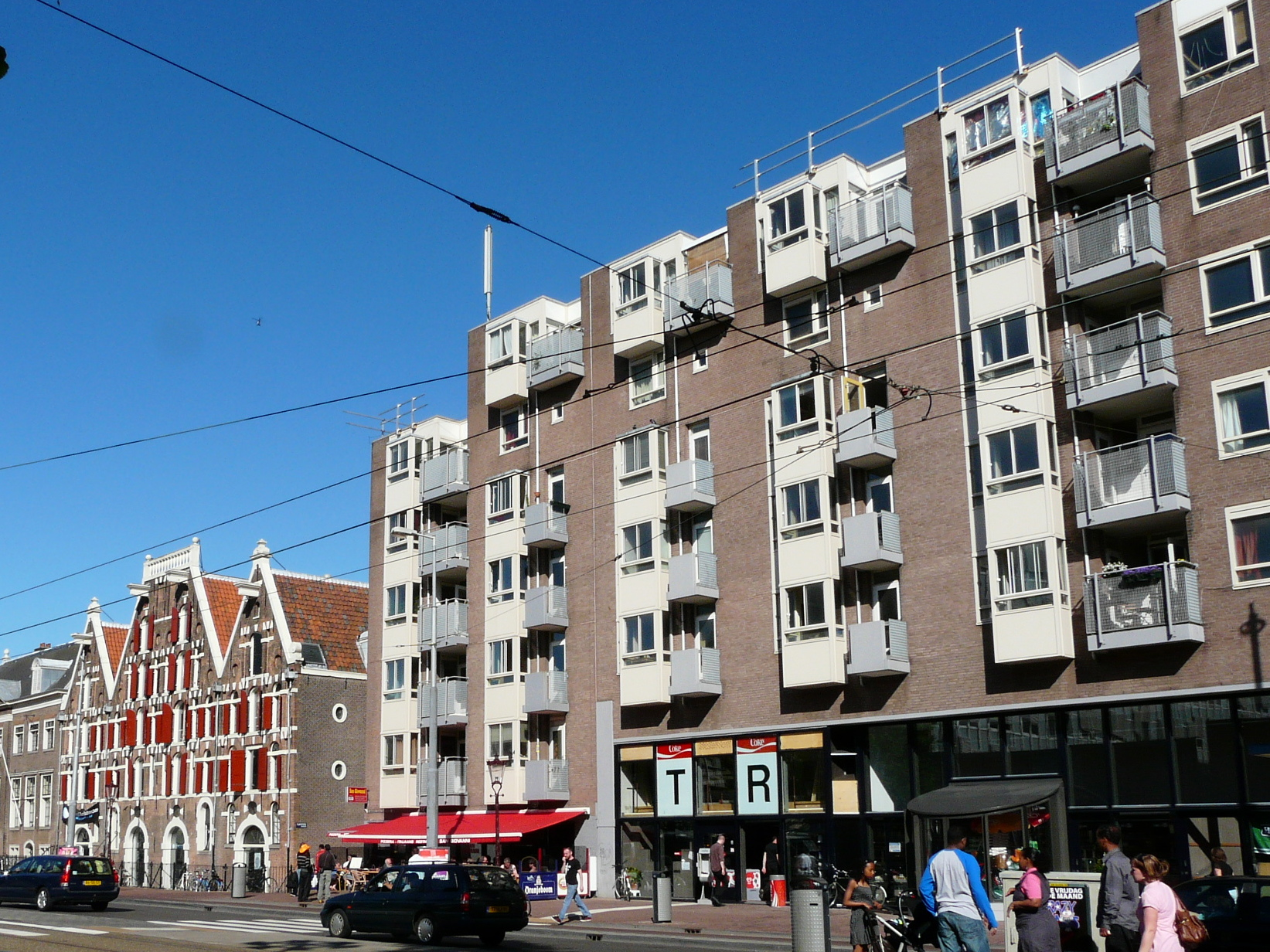
De Halve Wereld, links Academie van Bouwkunst Amsterdam in voormalig turfpakhuis van Oudezijds Huiszittenmeesters, rechts gebouw De Citadel

### Experiment in jaren '80
De Halve Wereld werd in 1985 opgezet als een experiment in bewonerszelfbeheer en is een van de weinige die vijfentwintig jaar later nog steeds functioneert. Veelal werden vormen van bewonerszelfbeheer toegepast als legalisering van een kraakactie of bij verbouwing van bedrijfspanden tot woonruimten. Er zijn geen andere voorbeelden in Nederland bekend van nieuwbouwcomplexen die speciaal werden ontworpen om hier vanaf het begin bewonerszelfbeheer toe te passen.

### Woningbedrijf op afstand
De beoogde bewoners wisten begin jaren tachtig met steun van de Stuurgroep Experimenten Volkshuisvesting (SEV) de gemeente over de streep te trekken om de bewoners de ruimte te geven die zij vroegen en het Gemeentelijk Woningbedrijf Amsterdam als beheerder en verhuurder op afstand te houden.

### Vereniging is verhuurder
De bewonersvereniging, met democratisch gekozen bewoners in het bestuur, treedt sindsdien op als verhuurder richting de bewoners. Dit houdt in dat de vereniging zelf de huur int bij bewoners, regelingen treft bij betalingsachterstanden, de toewijzing regelt van vrijkomende woningen, de administratie verzorgt en verantwoordelijk is voor het onderhoud, zowel aan de binnenruimten als aan de buitenkant. Dit leidt tot een bijzondere moeder-dochterconstructie met de woningcorporatie die tegenwoordig eigenaar is van het pand, Ymere. Deze laat de bewonersvereniging de taken verrichten die normaal door de eigenaar/ verhuurder worden gedaan, exclusief het groot onderhoud aan het casco.

### Ruimtes voor zelfbeheer
Met de wensen van de toekomstige bewoners werd bij het ontwerp van het complex verregaand rekening gehouden. Zo is in het complex een aparte ontmoetingsruimte voor algemeen gebruik door de bewoners en bestuurs- en vergaderruimtes voor de bewonersvereniging.

## Geschiedenis

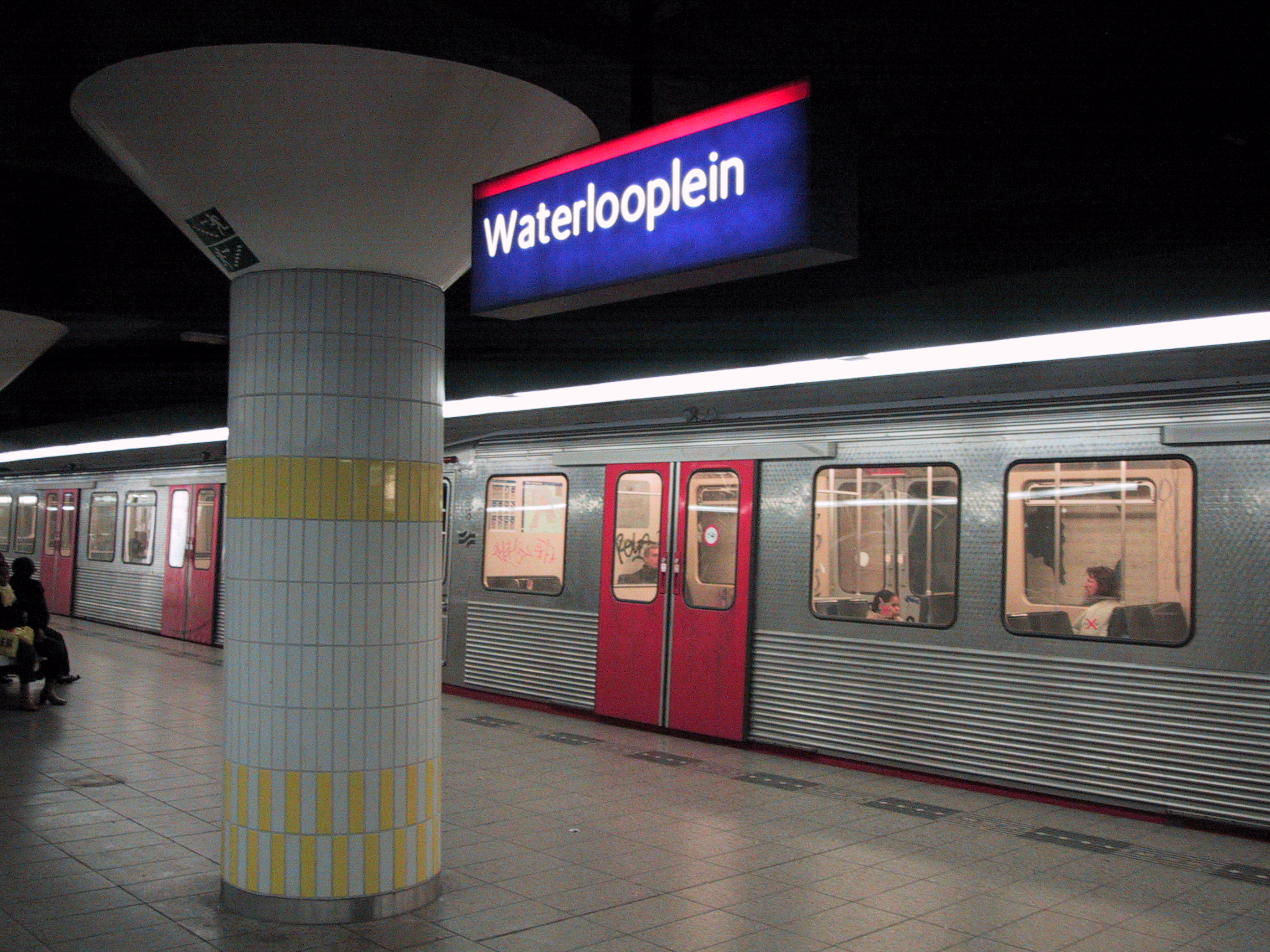
Bovenop metrostation Waterlooplein waren destijds geen woningen gepland, maar winkels, horeca, een museum voor architectuur en een nieuw hoofdkantoor voor de BNA

### Actiegroep Nieuwmarkt
De Halve Wereld heeft zijn bestaan te danken aan de Aktiegroep Nieuwmarkt. Op 2 september 1975 bezette deze groep het kantoor van de Bond van Nederlandse Architecten (BNA) aan de Keizersgracht. Dat gebeurde op de dag dat deze beroepsvereniging, die van de gemeente het eerste recht van koop had gekregen op de grond aan de Nieuwe Amstelstraat, van plan was contracten te tekenen met de Westland-Utrecht Projectontwikkelingsmaatschappij (WUPO) voor de bouw van een groot multifunctioneel complex dat op deze plek was bedacht. Hiermee dwarsboomden de actievoerders de ondertekening. Bovenop metrostation Waterlooplein waren destijds geen woningen gepland, maar winkels, horeca, een museum voor architectuur en een nieuw hoofdkantoor voor de BNA. Tegen de aanleg van de metro bestond minder verzet dan tegen het feit dat na de aanleg geen betaalbare woningen terugkwamen boven op het metrotracé. Vooral bedrijvigheid zoals kantoren en brede wegen door de binnenstad waren bedacht vanuit het destijds bij progressieve gemeentebestuurders en stedenbouwkundigen populaire concept van cityvorming.

### Invloed
Het maatschappelijk protest, aangevoerd door de Aktiegroep Nieuwmarkt, dat zelfs leidde tot de Nieuwmarktrellen, beïnvloedde de heersende opvattingen en de besluitvorming in de gemeenteraad sterk. De algemene ledenvergadering van de BNA besloot in 1977 definitief af te zien van de plannen, en gaf het eerste recht op grondaankoop terug aan de gemeente.
De gemeenteraad en het college van B&W kwamen, na veel politieke onrust en soms tumultueus verlopen raadsvergaderingen, geleidelijk aan tot nieuwe inzichten. Het nieuwe college van B&W dat in het voorjaar van 1978 aantrad, met Jan Schaefer als wethouder voor woningzaken en stadsvernieuwing, liet de plannen voor cityvorming met brede wegen, multifunctionele complexen en kantoren varen ten gunste van sociale woningbouw langs de oude bestaande stratenpatronen.
Na de aanleg van de Oostlijn, beloofde dit gemeentebestuur veel sociale-huurwoningen terug te zullen bouwen. Dankzij het maatschappelijk protest bouwde de gemeente Amsterdam langs de oude bestaande rooilijnen circa 1000 nieuwe sociale-huurwoningen boven het metrotracé tussen Centraal Station en Waterlooplein, vooral in de Nieuwmarktbuurt.

### Toezeggingen
Voor de braakliggende bouwlocatie bovenop metrostation Waterlooplein wist de Bewonersgroep Waterlooplein/ Nieuwe Herengracht begin jaren tachtig toezeggingen te krijgen voor een woningcomplex met betaalbare woningen en een verregaande vorm van bewonerszelfbeheer. Dit leidde tot gedwongen terughoudendheid voor het Woningbedrijf Centrum/ Oost. De bereidheid om mee te werken was echter groot bij het Woningbedrijf Centrum/ Oost, omdat de dienst te maken had met groeiende leegstands- en onderhoudsproblemen, waarvoor inventieve oplossingen nodig bleken.

## Fundering

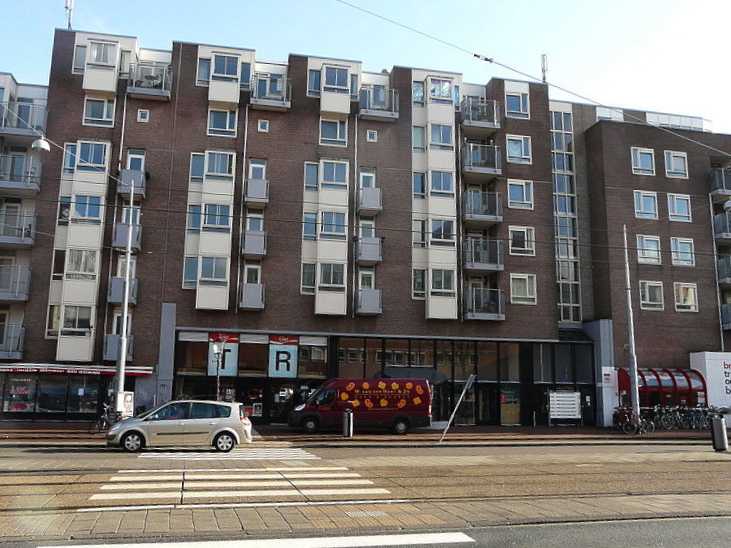
Gebouw De Citadel van De Halve Wereld is gebouwd in 1985 boven op de metrobuis, waardoor de fundering bijzonder kostbaar werd

Het ontwerp zorgde voor een bouwtechnische innovatie, omdat er amper ervaring was met bouwen boven op een metrostation. De metrolijn maakte het onmogelijk het gebouw op palen te bouwen, wat in Amsterdam een gebruikelijke en noodzakelijke wijze van funderen is. Daarom heeft het woningbouwcomplex een unieke fundering, wat het ten tijde van de bouw bijzonder kostbaar maakte, gemeten per m²: een groot deel van het complex rust op enorme betonnen leggers die op enige afstand van de metrobuis zijn onderheid. Zo wordt de metrobuis overkluisd. Grote rubberen matten tussen de leggers en het complex dempen trillingen van de rijdende metrotreinen.

## Bewoners
De Halve Wereld kenmerkt zich door een menging van bewoners: studenten, senioren, gezinnen, kunstenaars, artiesten en woongroepen. De naam voor het complex is bedacht door bewoners zelf, en ontleend aan de bekende Nederlandse uitdrukking: de brutalen hebben de halve wereld.

## Dakrenovatie

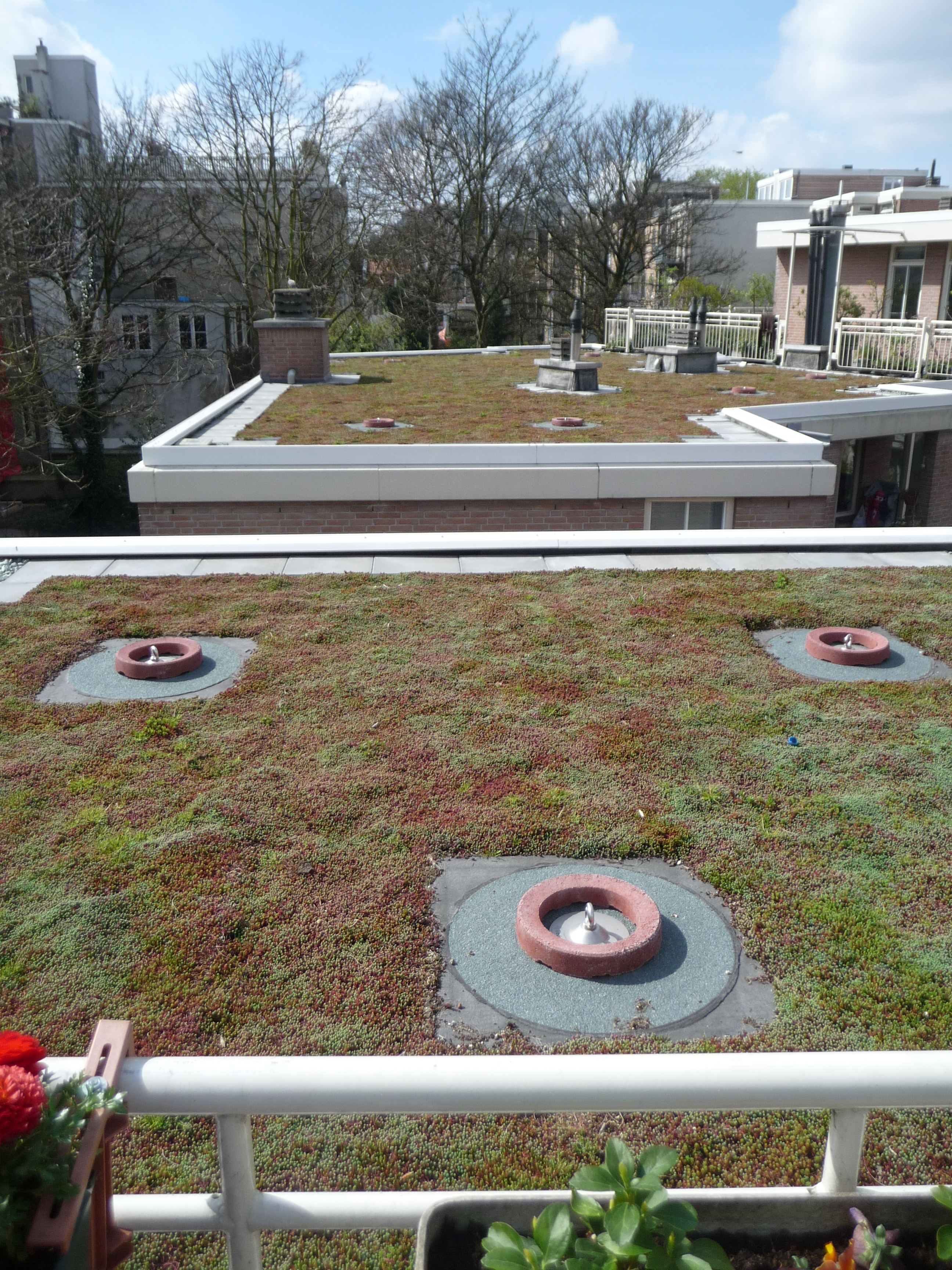
vegetatiedak op Halve Wereld

In 2010 zijn de daken van De Halve Wereld gerenoveerd. Sindsdien heeft het complex een vegetatiedak. Dit is gebeurd mede op verzoek van de bewoners die meer groen in hun woonomgeving willen dan de openbare ruimte toelaat. Bij de oplevering in augustus 2010 was dit het grootste groen dak van Amsterdam met circa 450 m² CO2-absorberende Olivijn-mineralen en circa 1300 m² mossen en sedum.